# Dänische Delikatessen
Dänische Delikatessen ist eine dänische Filmkomödie des Regisseurs und Drehbuchautors Anders Thomas Jensen, der unter anderem auch die Drehbücher zu den dänischen Kinoerfolgen In China essen sie Hunde und dessen später erschienenem Prequel Old Men in New Cars verfasste.

## Handlung
Bjarne und Svend sind bei dem fiesen Metzgermeister Holger angestellt. Svend hat den größeren Ehrgeiz und Leidensdruck als der permanent kiffende Bjarne. Svend will sich nicht weiter demütigen lassen und überredet Bjarne, ihre eigene Fleischerei zu gründen. Doch diese läuft schlecht, die Kunden bleiben fern und Svend wird von seiner Freundin verlassen. Versehentlich wird ein Elektriker über Nacht im Kühllager eingeschlossen. Als Svend am Morgen die Leiche findet, gerät er in Panik und beginnt, sie zu Filets zu verarbeiten und diese zu verkaufen. Als Bjarne dies erfährt, ist er entsetzt. Die beiden entschließen sich, den Elektriker am nächsten Tag – wenn er durchgefroren ist – in ihrer Knochenmühle verschwinden zu lassen. Svend hält sich jedoch nicht an diese Abmachung und verkauft weiterhin das Fleisch des Elektrikers. Dieses entwickelt sich zum absoluten „Renner“ und sorgt für zahlreiche Kundschaft im Laden.
In der Folge verarbeiten die beiden immer mehr unliebsame Personen aus ihrem Umfeld (z. B. einen neugierigen Makler und die Ex-Freundin) zu Ware, um ihren Kunden Nachschub liefern zu können – die nicht ahnen, dass sie Menschenfleisch verzehren. Ihr ehemaliger Chef Holger wird misstrauisch, da die neue Metzgerei kaum Fleischlieferungen der üblichen Lieferanten erhält. In eingeflochtenen Nebenhandlungen erfährt der Zuschauer von den traumatischen Lebenserfahrungen in Kindheit und Jugend von Bjarne und Svend und den Schwierigkeiten ihres Überlebens, die zu ihrem Außenseiterdasein und Verhaltensstörungen geführt haben. Bjarnes aufkeimende Liebe zur Bestattergehilfin Astrid ist es dann, die ihn aus der Lethargie reißt, so dass er reinen Tisch in der Metzgerei macht. 
Auf die Anzeige des Konkurrenten Holger hin wird die Fleischerei von der Lebensmittelaufsicht kontrolliert, jedoch kann man nun nichts Verdächtiges mehr finden, außer der außergewöhnlich guten Marinade von Svend. Bjarne hatte inzwischen gewöhnliches Fleisch an die Kunden verkauft, die nach wie vor begeistert waren. Am Ende stellt sich heraus, dass die Beliebtheit ihrer Fleischwaren nicht daher rührte, dass es sich um Menschenfleisch handelte, sondern dass Svends erstklassige Marinade dafür verantwortlich war und weiterhin ist.

## Kritiken
„Makabre Märchengroteske im Retrostil, die mit dem Thema jongliert, wie der Tod die Überlebenden prägt. Interieurs und Schauspieler erinnern an die Stilmittel schwarzer britischer Komödien und klassischer Stummfilmgrotesken. Trotz dramaturgischer Redundanzen und einer unbefriedigenden Schlusspointe weitgehend unterhaltsam.“

„Tatsächlich geht Anders Thomas Jensens eigenwilliges Rezept zumindest in puncto ‘nette Scheusale’ auf: Mads Mikkelsen rührt als neurotischer Pedant, der mit religiösem Eifer nach der perfekten Würze fahndet. Und so munden die ‘Dänische Delikatessen’ als bizarre Außenseiter-Tragödie. Zur Komödien-Feinkost fehlt ihnen jedoch Raffinesse. Fazit: Reell wie ein dänisches Pølser-Hotdog, wenn auch ein wenig Remouladen-Soße fehlt.“

„Im Laufe des Films wird überzeugend bewiesen, dass auf die eigene Kreativität zu vertrauen einen im Leben langfristig viel weiter bringt als jedes Verbrechen. Und das ist bei aller ausgestellten Amoral dieser schwarzen Komödie doch eine hochmoralische Botschaft.“

„Tatsächlich handelt es sich um Junk Food: schnell konsumierbar, schwer verdaulich. Vom üblen Nachgeschmack ganz zu schweigen.“

## Auszeichnungen und Nominierungen
- Bodil 2004 (nominiert): bester Hauptdarsteller Mads Mikkelsen
- Robert 2004: bestes Make-Up durch Charlotte Laustsen
- Robert 2004 (nominiert): bester Hauptdarsteller Nikolaj Lie Kaas
- FIPRESCI 2004: Anders Thomas Jensen